# 張謙 (成化進士)
張謙（1442年—1493年），字益之，直隸保定府清苑縣人，明朝政治人物。成化丙戌進士，成化末官至南京太僕寺卿。

## 生平
順天府鄉試第六十七名。成化二年（1466年）丙戌科會試第一百四十七名，殿試登進士第三甲第四名。授礼科给事中，晋都给事中。历升尚寶司卿、南京太僕寺卿。

## 家族
曾祖張材興。祖父張旺。父張綱，監生。